# Chart hiszpański
Chart hiszpański (oryginalna nazwa galgo español) – rasa psa zaliczana do grupy chartów, wyhodowana w Hiszpanii, użytkowana początkowo do polowań, a współcześnie również jako pies na wyścigi i pies-towarzysz.

## Rys historyczny
Pochodzenie rasy nie jest pewne. Prawdopodobnie wywodzą się od północnoafrykańskiego sloughi sprowadzonego do Hiszpanii przez Maurów, lub od dawnych chartów azjatyckich. Znane były już w starożytności. Współczesny wygląd rasy uzyskano w hodowlach hiszpańskich.

## Klasyfikacja FCI
W klasyfikacji FCI rasa ta została zaliczona do grupy X – charty, sekcja chartów krótkowłosych. Nie podlega próbom pracy.

## Wygląd

### Szata i umaszczenie
Ze względu na rodzaj włosa w rasie wyróżnia się dwie odmiany – krótkowłosą i szorstkowłosą. Maść występuje czarna, brązowa, ruda, biała, piaskowa, żółta lub pręgowana; białe znaczenia i połączenia kolorów są dopuszczalne.

### Budowa
Pies ma długą, wąską głowę z uszami przypominającymi różyczki, oraz muskularną i wygiętą, długą szyję. Przednie łapy są długie i proste, a tylne dobrze ukątowane. Ogon jest bardzo długi, dość cienki, noszony nisko, często między nogami.

## Zachowanie i charakter
Inteligentne, uczuciowe, są tolerancyjne wobec dzieci. W stosunku do obcych często nieufne, wręcz płochliwe.

## Użytkowość
Chart hiszpański jest psem myśliwskim, który w polowaniu posługuje się głównie wzrokiem. Dzisiaj jest także hodowany jako pies do towarzystwa.

## Zdrowie i pielęgnacja
Wymagany jest regularny przegląd uszu i zębów, przycinanie pazurów, szczotkowanie.